# Bistum Altamura-Gravina-Acquaviva delle Fonti
Das Bistum Altamura-Gravina-Acquaviva delle Fonti (lateinisch Dioecesis Altamurensis-Gravinensis-Aquavivensis, italienisch Diocesi di Altamura-Gravina-Acquaviva delle Fonti) ist eine Diözese der römisch-katholischen Kirche in Italien mit Sitz in Altamura.
Es wurde 1248 als Prälatur Altamura begründet. Die in der Kirchenprovinz Bari gelegene Prälatur änderte am 17. August 1848 ihren Namen auf Altamura e Acquaviva delle Fonti.
Am 30. September 1986 mit dem Bistum Gravina vereinigt, das im 10. Jahrhundert erstmals erwähnt wird und 1818 mit dem Bistum Montepeloso vereinigt worden war, und so vom Rang einer Prälatur zu einem Bistum erhoben, erreichte es nun eine Größe von 1.309 km².